# オマリ・パーマー
オマリ・パーマー（Omari Palmer、1995年5月9日 - ）は、アメリカ合衆国ニューヨーク州コラム出身のプロレスラー。オデッセイ・ジョーンズ（Odyssey Jones）、オデッセイ（Odyssey）のリングネームでも活動。

## 来歴

### デビュー前
ニューヨーク州ブルックリンで生まれ、ニューヨーク州コラムで育った。ロングウッド高校に通い、フットボール、バスケットボール、ラクロス、レスリングで活躍した。2012年、パーマーはシラキュース大学に入学し、社会学を専攻した。シラキュース・オレンジ・フットボールチームに所属し、オフェンシブガードとして36試合に出場したが、2016年の最終学年で下肢を負傷した。

### WWE
2019年2月WWEと契約し、WWEパフォーマンスセンターへと配属された。オマリ・パーマーとして、11月7日デビュー戦でデクスター・ルミスと対戦するも敗北。
2021年7月、オデッセイ・ジョーンズと改名した。7月6日、グレイソン・ウォーラーを破った。7月20日、NXTブレイクアウトトーナメントに参加し、第1ラウンドでアンドレ・チェイスを破った。準決勝でトレイ・バクスターを破ったが、決勝でカーメロ・ヘイズに敗れた。2022年1月、サラブ・グルジャールとの試合中に膝蓋腱を断裂。
10月25日復帰し、エドリス・エノフェとマリク・ブレイドをパーティーに招待した。翌週、復活戦でハビアー・バーナルを破った。12月27日、エノフェとブレイドとチームを組み、スキズムと対戦するが、敗北。2023年1月20日、ジョー・ゲイシーと対戦するも敗北。3月24日、ケール・ディクソンと対戦し、勝利。
2024年8月、RAWに出場。しかし同年9月に家庭内暴力の嫌疑を受け、WWEを解雇された。なお本人は家庭内暴力を否定している。

### フリーランス
2025年よりオデッセイとして活動を再開。8月3日、ザイオンの誘いを受け全日本プロレスに参戦。芦野祥太郎とのユニット・HAVOCに加わり、セニョール斉藤を下して勝利した。また8月24日より開催予定の第12回王道トーナメントに出場が決まった。

## 得意技

### フィニッシュホールド
Journey's End（ジャーニーズエンド）
旋回式スクラップ・バスター。
WWE時代は「フォーリング・パワースラム」の技名で使用。
ビッグ・スプラッシュ
フライング・クロス・ボディ。
ダイビング・スプラッシュ

### 打撃技
エルボー
クローズライン

### 投げ技
パワースラム
ボディスラム
垂直落下式水車落とし

## 入場曲
- Larger Than Life
- Sound The Alarm